# Сяючий кавунчик
Сяючий кавунчик (кор. 반짝이는 워터멜론) — південнокорейський телесеріал 2023 року режисера Сон Чонхьона, головні ролі в якому виконали Рьоун, Чхве Хьонук, Соль Ін А та Сін Инсу. Він транслювався на tvN з 25 вересня по 14 листопада 2023 року, щопонеділка та щовівторка о 20:50 (KST) протягом 16 серій. Серіал також доступний на стримінгових платформах Viu та Viki у вибраних регіонах.

## Сюжет
«Сяючий кавунчик» розповідає історію хлопчика CODA (дитина глухих батьків) з природним талантом до музики, який подорожує в часі до 1995 року. Він та його молодий батько приєднуються до шкільного музичного гурту, який пізніше матиме назву «Кавуновий Цукор».

## Акторський склад

### Головні персонажі
- Рьо Ун у ролі Ха Ин Гьоля
- Чон Хьон Джун[en] у ролі маленького Ин Гьоля

Єдина людина, що чує в сім'ї глухих. Ин Гьоль веде подвійне життя: вдень є зразковим учнем, а вночі — гітаристом в гурті. Після сварки з батьком, під час якої його батько дізнався про зацікавленість хлопця в музиці, він подорожує часом і потрапляє до 1995 року, де зустрічає своїх батьків, коли вони були молоді. Ин Гьоль прагне дізнатися більше про молодість своїх батьків і зробити їх життя яскравішим.
- Чхве Хьон Ук[en] у ролі Ха І Чана
- Чхве Вон Йон у ролі 46-річного І Чана

Запальний хлопець, який, здається, вистрибнув з веселого мультфільму. Він живе зі своєю бабусею, яка володіє будинком під назвою «Дім Равлика». У сьогоденні, він є батьком, який більше не може говорити і чути, Ин Гьоля та Ин Хо. Він пишається досягненнями Ин Гьоля як зразкового учня в школі, який, як він сподівається, стане лікарем.
- Соль Ін А в ролі Чхве Се Гьон/Он Ин Ю
- І Со Йон[en] у ролі 46-річної Се Гьон

1. Чхве Се Гьон: Богиня віолончелі в Совонській вищій школі мистецтв. Се Гьон була людиною, яка вважалася музою кожного з її невинною красою і елегантною аурою, що нагадувала сцену з кіно. Се Гьон обожнювали багато хлопців з її школи, а також з сусідніх шкіл. Вона є дочкою власника магазину «Viva Music», який існував у дитинстві Ин Гьоля. У сьогоденні, вона успадкувала магазин «Viva Music», який було реконструйовано в розкішний будинок. Вдома вона зберігає гітару ручної роботи свого батька, яку згодом віддає Ин Гьолю, як її батько побажав.
2. Он Ин Ю: Донька Се Гьон, яка виглядає точно так само, як вона в молодості. Мати змушує Ин Ю стати віолончелісткою, бо хоче, щоб донька пішла по її стопах. Вона живе в дисгармонійній сім'ї до 18 років, але потім її батьки розлучаються. Засмучена поведінкою матері та її звичкою пити, і дізнавшись, що її батько знову одружився, Ин Ю подорожує часом і потрапляє до 1995 року, щоб знайти перше кохання матері та припинити своє існування.

- Шін Ин Су[en] в ролі Юн Чон А
- Со Йон Хі[en] в ролі 46-річної Чон А

Молода дівчина, холодна і самотня, яка народжується глухою. Вона мріє про блискуче життя, як у великої мексиканської художниці Фріди Кало. Чон А дуже віддалена від інших, за винятком Чхве Се Гьон, яка приязно до неї ставиться. У сьогоденні, вона є мамою Ин Гьоля та Ин Хо, а також володіє рестораном, де готують курятину. На відміну від своєї підліткової особистості, вона подолала свою нездатність стати яскравою і люблячою дружиною та матір'ю.

### Другорядні персонажі

#### Учасники групи «Кавуновий Цукор»
- Ан До Гю[en] в ролі О Ма Джу
- Кім Хьон Бом в ролі дорослого Ма Джу

Менеджер гурту та друг дитинства І Чана. Він дуже обізнаний і винахідливий. У 2023 році Ма Джу володіє компанією MJ Entertainment, яка керує відомою рок-зіркою Юн Дон Джином.
- Юн Дже Чан у ролі Кан Хьон Юля
- Сон Чан І[en] в ролі дорослого Хьон Юля

Геніальний басист. Він був колишнім членом групи бандитів і хуліганів під назвою «Собаки Джіндо». Після знайомства з Чхве Хьоном, власником магазину музичних інструментів «Baekya Music», він змінив своє життя і почав зосереджуватися на музиці.
- І Ха Мін у ролі І Ші Гука
- Рю Су Йон у ролі дорослого Ші Гука

Барабанщик з церковного гурту. Він дуже запальний, особливо до витівок І Чана.
- І Су Чан у ролі Но Се Бома
- Джін Те Хьон[en] у ролі дорослого Се Бома

Талановитий клавішник, який спеціалізувався на фортепіано та навчався за кордоном.  